# Марина Живковић
Марина Живковић (Београд, 19. октобар 1972) српска је турбо-фолк и поп-фолк певачица.

## Биографија
Рођена је у скромној породици, па је већ у основној школи радила у омладинској задрузи како би имала џепарац. По завршетку средње школе уписала је курс за манекене, али га је убрзо напустила како би са Ванесом Шокчић снимила песму „Плави хаос“. Исте, 1995. године, изашао је њен први албум – Ми смо цвет и роса, за продукцијску кућу ПГП РТС. Велики хит на албуму била је песма „Болујем у себи“, због које је Аца Илић позвао да са њим отпева песму „Циганка“.
Две године касније, за Зам продукцију је издала албум Марина Живковић и сад њим доживела већу популарност. Требало је да Живковићева те године сними песму „Мало по мало“, коју је из неразјашњених разлога добила Весна Змијанац. Хитови са овог албума биле су песме „Хоћу с тобом синове“, „Пет година вољена“ и „Не иди од мене (Хајде мори, дан, два)“, обрада албанске народне песме.
Крајем 1997. године је издала сингл „Ја никад нисам сама“, а већ 1998. албум Марина Живковић, где су једини хитови биле песме „Реци, реци да“ и „Лавица“. Њена популарност је од тада почела нагло да пада, па је албум „Томбола“ из 2000. прошао готово незапажено. Ни са албумом из 2002, изданим за Гранд продукцију, није успела да се врати у естрадни врх, где је била 1997. и 1998. године. Марина је тада престала да пева, и нову песму – „Завет љубави“, снимила тек 2006. године, за Гранд фестивал.

## Дискографија
Албуми
- Ми смо цвет и роса (1995) ПГП РТС
- Не иди од мене (1997) Зам
- Лавица (1998) Зам, Зам плус
- Томбола (2000) Лаки саунд
- Играј нек је весело (2002) Гранд продакшн

Синглови
- Ја никад нисам сама (1997)
- Лавица (1998)
- Узми или остави (1998)
- Мене љубав неће (1997)
- Крв ми отровна (1997)
- Играј нек је весело (2002)
- Завет љубави (2006) Гранд фестивал 2006.